# SPAD S.26
Die SPAD S.26 war ein zweisitziges Doppeldecker-Flugzeug des französischen Herstellers Société de Production des Aéroplanes Deperdussin.

## Allgemeines
Dieses Flugzeug war eine Weiterentwicklung der Blériot-SPAD S.XX zum Schwimmerflugzeug, ausgerüstet mit einem auf 235 kW (340 PS) Leistung getrimmten Hispano-Suiza-Motor. Diese als Einzelstück gefertigte Maschine war speziell für Flugzeugrennen gefertigt worden. Die bereits für die Schneider-Trophy 1919 in Bournemouth/England gemeldete Maschine wegen eines Schwimmerschadens an diesem Wettbewerb nicht teilnehmen.
Daraufhin wurde die Maschine auf S.26bis umgezeichnet und auf eine größere Spannweite umgerüstet, um am so genannten „Grand Meeting“ in Monaco teilzunehmen.
Zurück gerüstet auf die "alte" Version gewann sie einen Geschwindigkeits-Wettbewerb mit einer Durchschnittsgeschwindigkeit von 211,395 km/h.
Wiederum als S.26bis stieg das Flugzeug am 27. April 1920 in einer Zeit von 16 Minuten auf eine Höhe von 6.500 m und gewann damit den Roland-Garros-Höhenpreis.

## Aufbau
Bei der S.26 handelte es sich um einen einstieligen Doppeldecker.
Der Rumpf war eine Holzkonstruktion in Schalenbauweise.
Die unteren Tragflächen waren kürzer ausgeführt als die oberen, die oberen Tragflächen waren stark gepfeilt, die unteren hingegen standen im rechten Winkel zum Rumpf; die Querruder befanden sich an den unteren Tragflächen.
Die Maschine hatte Zwillingsschwimmer.